# 總統 (韓國電視劇)
《總統》（韓語：프레지던트）為KBS電視臺自2010年12月15日起製播的韓國電視劇。改編自川口開治漫畫《Eagle》。

## 劇情簡介
《總統》劇情以政治為題材，通過主角一步步登上總統寶座的過程，向人們揭示圍繞政治競選的種種明爭暗鬥。

## 演員陣容

### 主要角色
| 演員   | 角色   | 介紹 |
| 崔秀宗 | 張日俊 | 新潮流未來黨總統候選人。 出生貧農家庭，首爾大學法律系畢業，與哥哥張日道受「兄弟間諜團」事件牽連，曾入獄。其兄張日道被執行死刑後，他留學德國，與大日集團千金趙素熙相遇，並與之結縭，育有一子一女。因為參與民主運動又是財閥女婿，被世人戲稱為「蝙蝠」。他曾為人權律師，三次當選國會議員，如今挑戰總統寶座，夢想消除各種意識形態、地區、階層之間矛盾。憑藉霸氣十足的口才和推進力，以及助手們緊密協作，成為一股新勢力，與現任總統李秀明獨斷體制相抗衡。                         |
| 夏希羅 | 趙素熙 | 張日俊的妻子，大日集團千金，大學德文教授。 韓國屈指可數的大財閥大日集團趙泰浩會長的千金。擁有智慧、美貌與超凡的政治敏感度，同時也是具有魄力的女權主義者，有出眾的口才與當機立斷的決斷力。積極投身選舉陣營中，成為張日俊的「影子」，出色地發揮著競選夥伴的作用。可是隨著丈夫的私生子劉民基的出現，產生了微妙的對立感。作為一個懷揣著政治野心者的妻子，身為一個懷有守護家庭懇切願望的母親，這樣的人物，在以領導大韓民國的總統一家其隱秘之家庭史為主題的電視劇中，引發新話題。 |
| Jay    | 劉民基 | 張日俊的私生子，紀錄片導演。 離開母親，獨自從賈誼島來到首爾奮鬥，是曾獲得獎項的紀錄片導演。對一線政治持懷疑態度，但在母親劉正惠意外去世後，得知張日俊是自己的親生父親，於是決定加入張日俊本家和選舉陣營。在此過程中與張日俊養女張仁英逐漸親近。 |

### 張日俊家族
| 演員   | 角色   | 介紹                                           |
| 王智慧 | 張仁英 | 張日俊的養女，也是他的隨行秘書。               |
| 晟 敏  | 張成民 | 張日俊與趙素熙的兒子。                         |
| 朴美珍 | 張世彬 | 張日俊與趙素熙的女兒。                         |
| 申忠植 | 趙泰浩 | 趙素熙的父親，大日集團名譽會長。               |
| 崔東俊 | 趙尚鎮 | 趙泰浩的兒子，趙素熙的哥哥，大日集團現任會長。 |

### 張日俊陣營
| 演員   | 角色   | 介紹                       |
| 姜信日 | 李治修 | 選舉本部長。               |
| 金興銖 | 紀秀燦 | 戰略企劃室長。             |
| 林志恩 | 吳在熙 | 媒體總策畫，白燦基的前妻。 |
| 李斗日 | 尹成具 | 政策組長。                 |
| 姜新助 | 黃哲宇 | 張日俊隨扈。               |

### 總統家族
| 演員   | 角色   | 介紹                         |
| 鄭漢溶 | 李秀明 | 現任總統，新潮流未來黨出身。 |
| 楊姬瓊 | 崔貞林 | 李秀明的妻子，總統夫人。     |

### 新潮流未來黨（執政）
| 演員   | 角色   | 介紹                               |
| 邊希峰 | 高常烈 | 新潮流未來黨的黨代表。             |
| 洪要葉 | 金經模 | 黨內候選人，曾任國務總理。         |
| 金正蘭 | 申熙珠 | 黨內候選人，曾任檢察官。           |
| 李基列 | 朴乙燮 | 黨內候選人。                       |
| 金圭哲 | 白燦基 | 金經模的戰略參謀，連任的國會議員。 |

### 韓國和平黨（在野）
| 演員   | 角色   | 介紹                           |
| 鄭東煥 | 韓大雲 | 韓國和平黨最強力的總統候選人。 |

### 其他人物
| 演員   | 角色   | 介紹                           |
| 金藝玲 | 劉正惠 | 張日俊的舊情人，劉民基的母親。 |
| 崔松賢 |        | 白燦基的現任妻子。             |

## 外部連結
- 韓國KBS官方網站 （页面存档备份，存于）
- 台灣GTV官方網站（繁體中文）

## 作品的變遷
| 韓國 KBS 水木連續劇                           | 韓國 KBS 水木連續劇                     | 韓國 KBS 水木連續劇 |
| --------------------------------------------- | --------------------------------------- | ------------------- |
|                                               | 總統 （2010年12月15月 - 2011年2月24日） |                     |
| 逃亡者Plan.B （2010年9月29日- 2010年12月8日） | 荊棘鳥 （2011年3月2日 - 2011年5月5日）  |                     |

| 臺灣 八大綜合台 星期日 22:00 - 00:00 · 10月23日起24:00 - 02:00 | 臺灣 八大綜合台 星期日 22:00 - 00:00 · 10月23日起24:00 - 02:00 | 臺灣 八大綜合台 星期日 22:00 - 00:00 · 10月23日起24:00 - 02:00 |
| -------------------------------------------------------------- | -------------------------------------------------------------- | -------------------------------------------------------------- |
|                                                                | 夢想之路 （2016年9月25日 - 2016年 月 日）                      |                                                                |
| 龍八夷 （2016年7月30日 - 2016年9月18日）                       | 偽裝情人（22:00 - 00:00） （2016年10月23日 - 2016年 月 日）    |                                                                |